# Fútbol en Ruanda

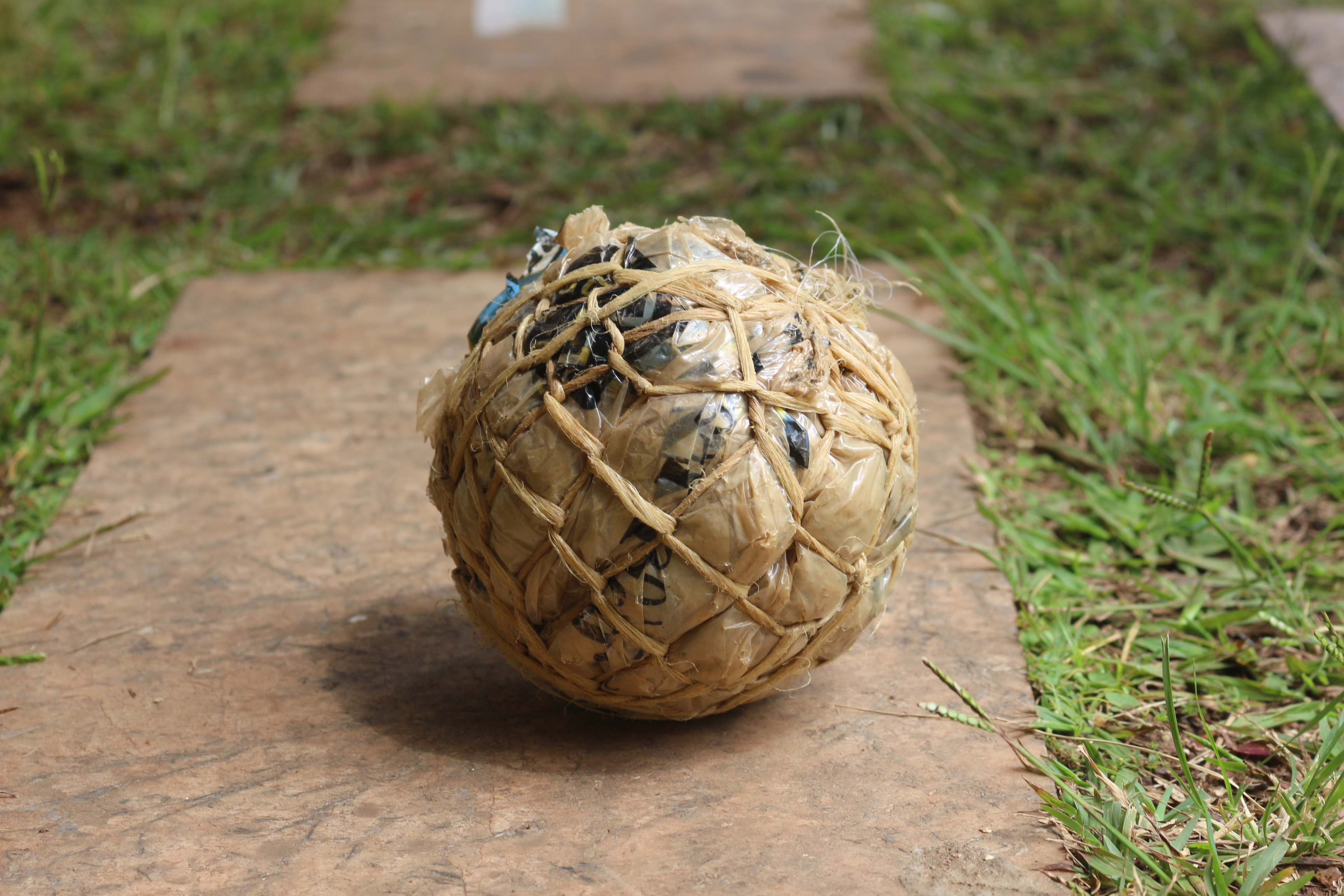
Los niños en Ruanda (y en otras partes de África) usaban estas pelotas para jugar fútbol. Representan no solo un medio de entretenimiento, sino también un símbolo de creatividad, trabajo en equipo y conexión con las tradiciones.

El fútbol en Ruanda es organizado por la Federación Ruandesa de Fútbol, la cual administra el seleccionado local, así como la Premier League de Ruanda. El fútbol es el deporte más popular en Ruanda.

## Equipo nacional
El equipo nacional ruandés, apodado "Amavubi" (Avispas, en kinyarwanda) ha sido tradicionalmente uno de los más débiles en el continente africano. Ellos han tratado de clasificar para la Copa Africana de Naciones en varias ocasiones, consiguiéndolo sólo una vez, en 2004. Aunque fue eliminado en la primera ronda, el seleccionado de Ruanda se las arregló para derrotar al campeón defensor, la RD del Congo y empatar con Guinea.
La selección local también participan en la Copa CECAFA, un torneo regional que involucra equipos solamente de África del este y central. El único título internacional de Ruanda llegó en esta competición, en la edición de 1999 cuando Ruanda 'B' derrotó a Kenia en la final. El equipo titular finalizó tercero tras vencer por penales a Burundi. Posteriormente, el equipo ruandés alcanzó la final del torneo en seis ocasiones, cayendo ante Uganda en cuatro de ellas (2003, 2009, 2011 y 2015), ante Etiopía en 2005 y ante Sudán en 2007. En otras cuatro ocasiones alcanzó las semifinales.
En diciembre de 2014, el equipo ruandés alcanzó su mejor posición histórica en el ranking de la FIFA que fue publicado el 18 de diciembre de 2014, en el cual ocupaba el puesto 68 a nivel mundial, siendo el 19º de la CAF, y el mejor ubicado de los seleccionados del este de África. Los Amavubi fueron los que más puestos ascendieron en esa actualización del ranking, mejorando en 22 posiciones el puesto 90 en el que se ubicaban; dicho ascenso se produjo tras un empate sin goles en Marrakech contra el seleccionado de Marruecos.

## Fútbol de clubes
La Premier League ruandesa es la competencia principal en el país, siendo APR FC el club más exitoso, con 17 títulos de liga. La Copa de Ruanda es la principal competencia de eliminación directa en el país. En el escenario internacional los clubes de Ruanda han gozado de cierto éxito en la Copa de Clubes de la CECAFA, la cual fue obtenida por clubes ruandeses en cinco ocasiones: Rayon Sports en 1998, APR FC ganador en 2004, 2007 y 2010 y ATRACO FC, campeón en 2009.
A partir de 2013 son el único país en el este de África que ha establecido una liga de fútbol femenino, la Liga de Fútbol Femenino de Ruanda, la cual cuenta con 12 clubes en la actualidad.